# IBM Systems network architecture
Pour les articles homonymes, voir SNA.
 (février 2013).
Si vous disposez d'ouvrages ou d'articles de référence ou si vous connaissez des sites web de qualité traitant du thème abordé ici, merci de compléter l'article en donnant les références utiles à sa vérifiabilité et en les liant à la section « Notes et références ».
Systems network architecture (SNA) est une architecture réseau en couches définie par IBM en 1974.
SNA est désormais largement remplacé par le modèle OSI, mis en place en 1978.

## Historique
En 1974, le but de SNA était de simplifier les réseaux qui devenaient trop complexes et incompatibles. IBM devait aussi faire face à la New Network Architecture, de la Compagnie internationale pour l'informatique, qui deviendra la DSA après la fusion avec Honeywell, et au modèle Decnet, de Digital Equipment Corporation, alors en pleine croissance, pour devenir numéro mondial à la place d'IBM. Autre aiguillon, les progrès dans le réseau ARPANET.
Ce modèle comprend sept couches : jonction physique, liaison, acheminement, transmission, flux, présentation et application. Ces sept couches chevauchent celles du modèle OSI, qui lui aussi a sept couches :
1. couche physique,
2. couche de liaison,
3. couche de réseau,
4. couche de transport,
5. couche de session,
6. couche de présentation,
7. couche « application ».